# NGC 2366
NGC 2366 è un galassia irregolare che si trova nella costellazione della Giraffa alla distanza di circa 11 milioni di anni luce. Contiene una grande regione di formazione stellare, catalogata come NGC 2363.

## Galleria d'immagini

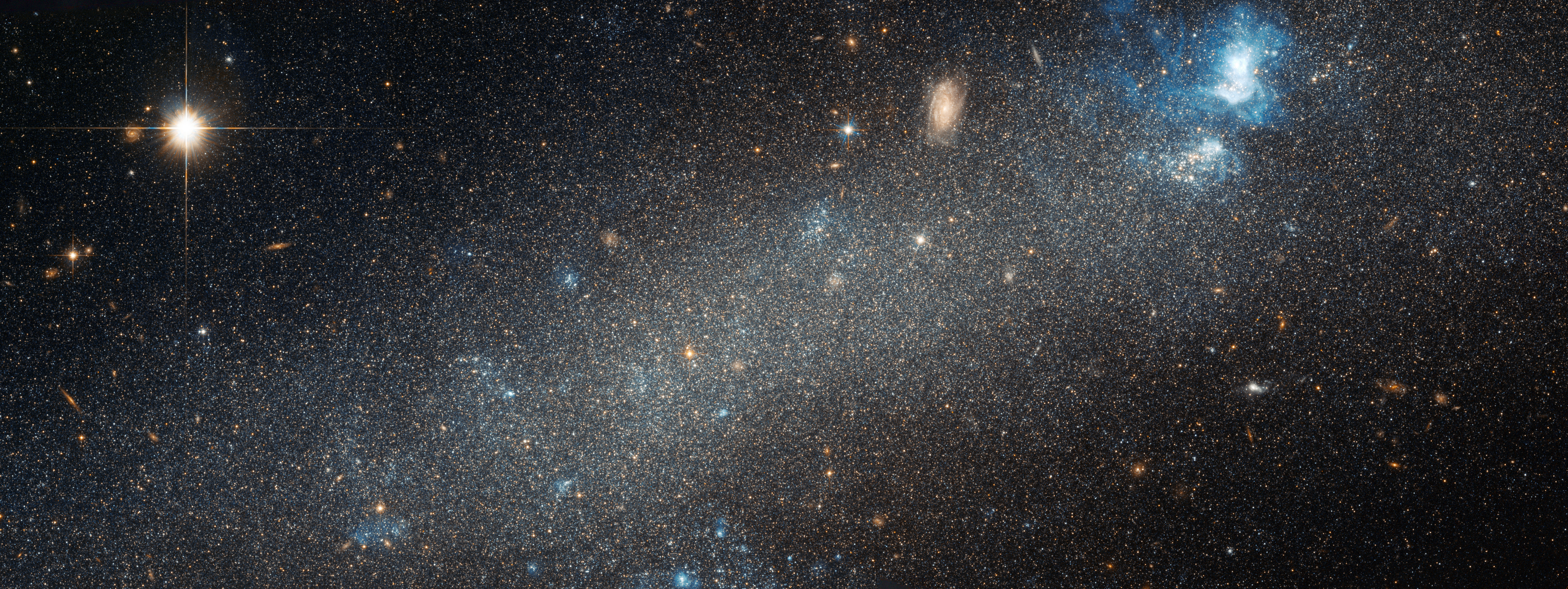
La galassia vista dal telescopio spaziale Hubble.